# TV Bittenfeld 1898 Stuttgart
Actualités
Le Turnverein Bittenfeld 1898 Stuttgart ou TVB 1898 Stuttgart est un club allemand de handball, situé à Stuttgart en Bade-Wurtemberg.
Le club évolue depuis la saison 2014-2015, en 1.Bundesliga.

## Histoire
Le TV Bittenfeld est fondé en 1898.